# Benaderingsfout
In de statistiek is een benaderingsfout een fout die wordt veroorzaakt doordat een meting (een geschatte waarde van een grootheid) afwijkt van de werkelijkheid. Men onderscheidt:
- de absolute fout: het absolute verschil {\displaystyle \varepsilon =a-b} tussen een gemeten waarde {\displaystyle b} en de werkelijke waarde {\displaystyle a}.
- de relatieve fout: het relatieve verschil {\displaystyle \eta ={\tfrac {a-b}{a}}} tussen een gemeten waarde {\displaystyle b} en de werkelijke waarde {\displaystyle a}.

Fouten bij statistische data worden onder andere veroorzaakt door afrondingsfouten (bijvoorbeeld {\displaystyle \pi \approx 3{,}14159\ldots }), meetfouten (niet-precieze meetapparatuur) en een onzuiverheid van een schatter in een steekproef. Een grote fout kan een teken zijn van een slecht opgezette steekproef.